# Хмеймім (авіабаза)
Авіабаза «Хмеймім» — сирійська авіабаза, яка використовується Росією та є основною базою російського військового контингенту в Сирії, на якій розміщено[коли?] авіаційна група ВПС ВКС Росії. Авіабаза використовує деякі об'єкти Міжнародного летовища імені Басіля Аль-Ассада. Правовий статус бази регулюється угодою між Росією та Сирією, підписаною у серпні 2015 року. Наприкінці 2017 року Росія заявила, що вона вирішила перетворити авіабазу Хмеймім на місце постійної дислокації свого військового контингенту, який розміщений в Сирії. Росія планує створити постійну авіабазу та використовувати її й після виходу з Сирії.

## Історія
Авіабаза «Хмеймім» була створена у середині 2015 року поблизу Міжнародного летовища імені Басіля Аль-Ассада, що слугує «стратегічним центром військової операції Росії проти ісламської держави». Протягом кількох місяців 2015 року було побудовано нову інфраструктуру: житлові приміщення з кондиціонерами для близько 1000 осіб, командно-диспетчерський пункт з управління польотами, розширено злітно-посадкову смугу, складські приміщення та заправні станції.
На початку вересня розвідка США дізналися про існування російської бази, а американські чиновники висловили стурбованість можливістю ескалації конфлікту в Сирії. Авіабаза почала функціонувати 30 вересня 2015 року.

## Правовий статус авіабази
26 серпня 2015 року в Дамаску Росія та Сирія підписали угоду, яка передбачає умови використання російським ВКС сирійської авіабази «Хмеймім» безкоштовно та без обмеження у часі. Згідно угоди, ратифікованої російським парламентом і підписаної президентом Путіним у жовтні 2016 року, російський персонал та члени їх сімей мають юридичний імунітет та інші пільги, передбачені Віденська конвенція про дипломатичні відносини. Сирійські військові відповідають за захист периметру авіабази, а російська сторона відповідає за протиповітряну оборону та внутрішній правопорядок. Умови угоди були змінені 18 січня 2017 року, коли був підписаний додатковий протокол.

## Структура та озброєння авіабази

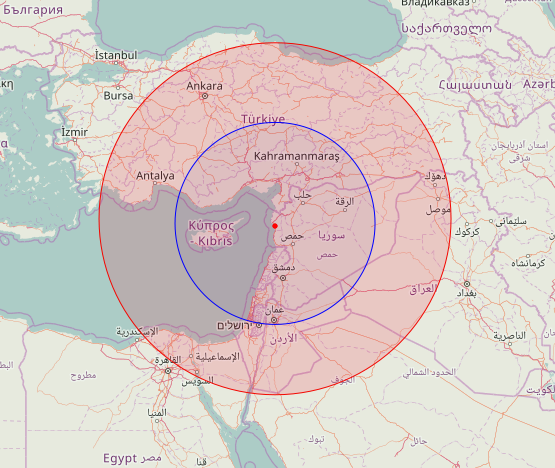
Зона ураження балістичними ракетами з комплексу Іскандер-М (до 700 км) та ракетами комплексу С-400 розгорнутими на авіабазі «Хмеймім»

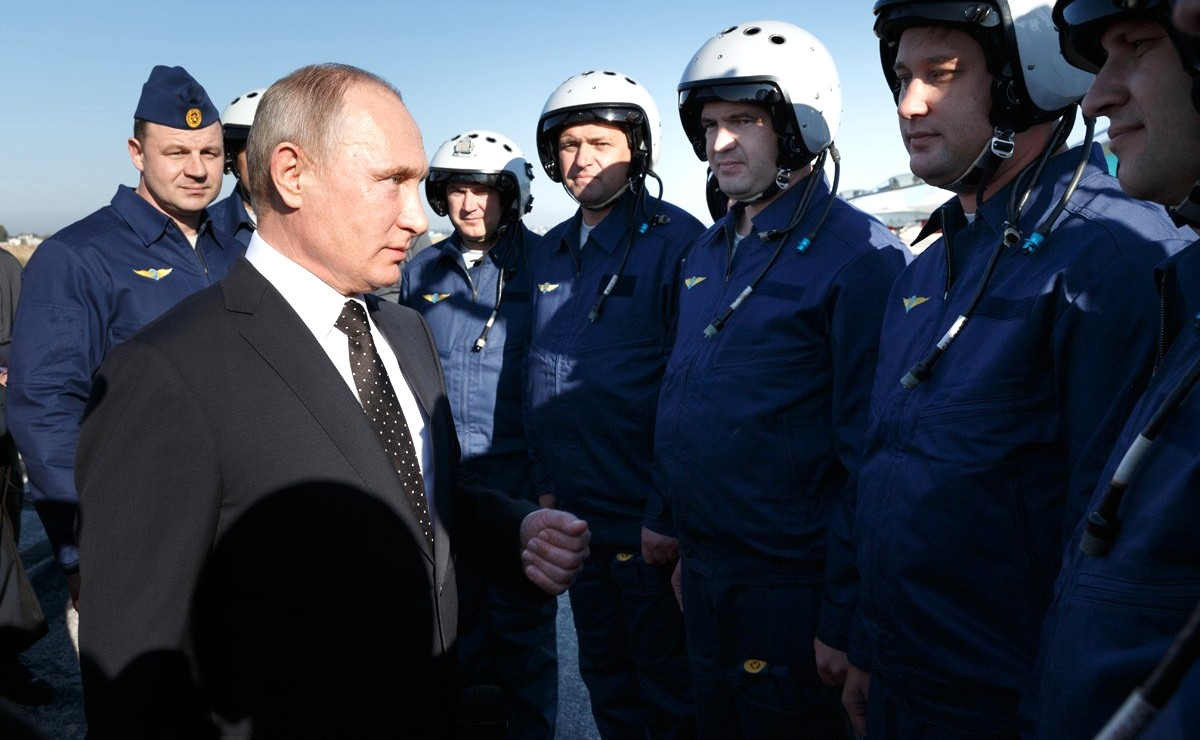
Путін зустрічається з російськими пілотами на авіабазі «Хмеймім». 11 грудня 2017

30 вересня 2015 року була сформована Авіаційна група ВПС ВКС Росії в Сирії. Авіабаза «Хмеймім» повністю забезпечується матеріально-технічним майном з Росії. До складу авіаційної групи входять: літаки-винищувачі (Су-30СМ), фронтові бомбардувальники (Су-24М та Су-34), штурмовики (Су-25СМ), а також транспортні вертольоти та вертольоти вогневої підтримки, літаки РЕР Іл-20М1 і Ту−214Р. Для вирішення певних завдань залучається літак А-50. 
1 жовтня 2015 року в ЗМІ було опубліковано повідомлення що охорона авіабазі «Хмеймім» планувалося здійснювати підрозділами морської піхоти Чорноморського флоту та 7-ї десантно-штурмової (гірської) дивізії. Охорону об'єктів авіабази та безпеку дорожнього руху здійснює загін військової поліції. 
Протиповітряну оборону щодо прикриття авіабази «Хмеймім» забезпечують кораблі Оперативного з'єднання ВМФ Росії на Середземному морі, що знаходяться у східній частині Середземного моря. 24 листопада 2015 року Росія розгорнула комплекс С-400 на авіабазі «Хмеймім» та ЗРК «Форт» зі складу ракетного крейсера «Москва». Для захисту бази від засобів повітряної та космічної розвідки на її території розгорнуті комплекси РЕБ «Красуха-4», Тор-М2, «С-200», «Бук-М2», «Оса», «С-125» та «Панцирь-С1».
Наприкінці грудня 2017 року Росія оголосила про початок формування постійного угруповання в Хмеймімі, після того, як президент Путін схвалив структуру та кадровий склад баз Тартуса та Хмейміму.
У лютому 2018 року Міноборони Росія відправило на авіабазу «Хмеймім» кілька винищувачів Су-57, щоб випробувати бойові машини в умовах, наближених до реальних військових дій.
Структура та озброєння авіабази з моменту свого формування зазнавала змін:
| Су-35С | Су-27СМ | Су-30СМ  | Су-34  | Су-24М   | Су-25СМ | Мі-8   | Мі-24   | Ка-52 | Ту−214Р | Іл-20M1 | Су-57 |
| ------ | ------- | -------- | ------ | -------- | ------- | ------ | ------- | ----- | ------- | ------- | ----- |
| 8      | 4       | ~12 (16) | 0 (12) | ~12 (34) | 0 (12)  | 4 (15) | 12 (15) | 4     | 0(1)    | 1       | 4     |

17 листопада 2015 року авіаційна група авіабази «Хмеймім» зведена в авіаційну бригаду оперативного призначення та збільшена за рахунок угруповання, що базується на території Росії:
| Ту-160 | Ту-95МС | Ту-22М3 | Су-34 | Су-27СМ | А-50 |
| ------ | ------- | ------- | ----- | ------- | ---- |
| 6      | 5       | 12 (14) | 8     | 4       | 1    |

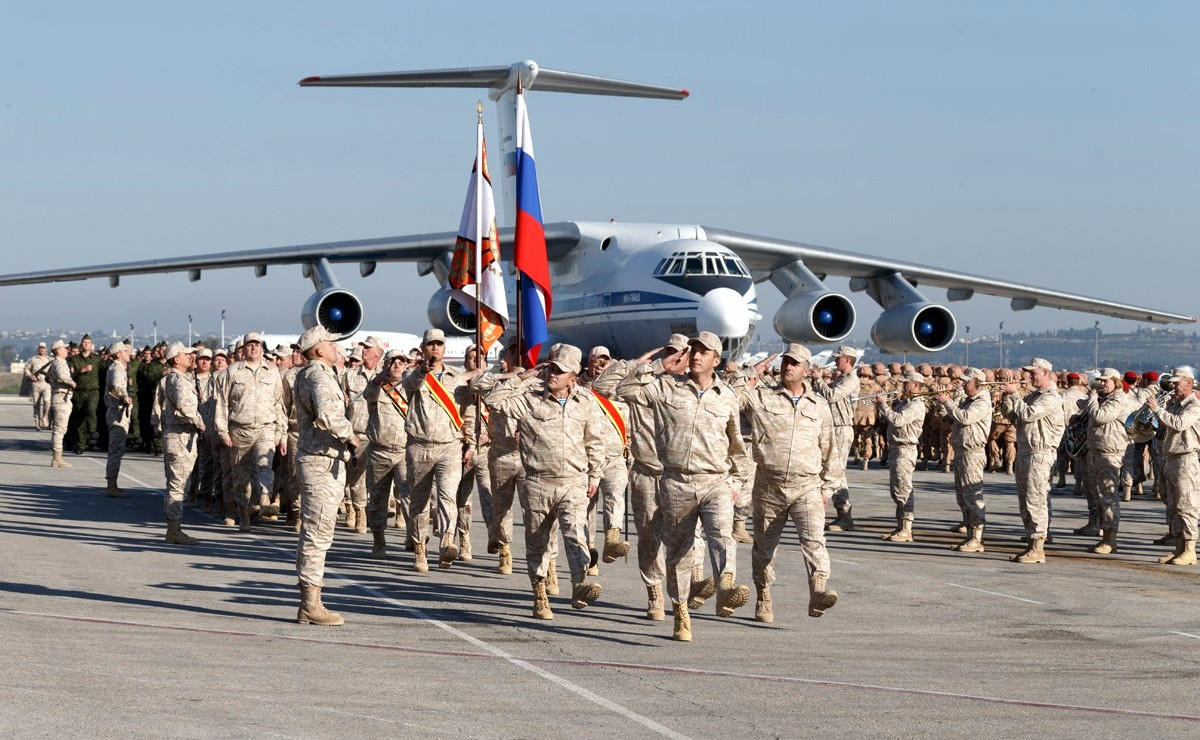
Парад під час відвідування Путіним авіабази «Хмеймім». 11 грудня 2017

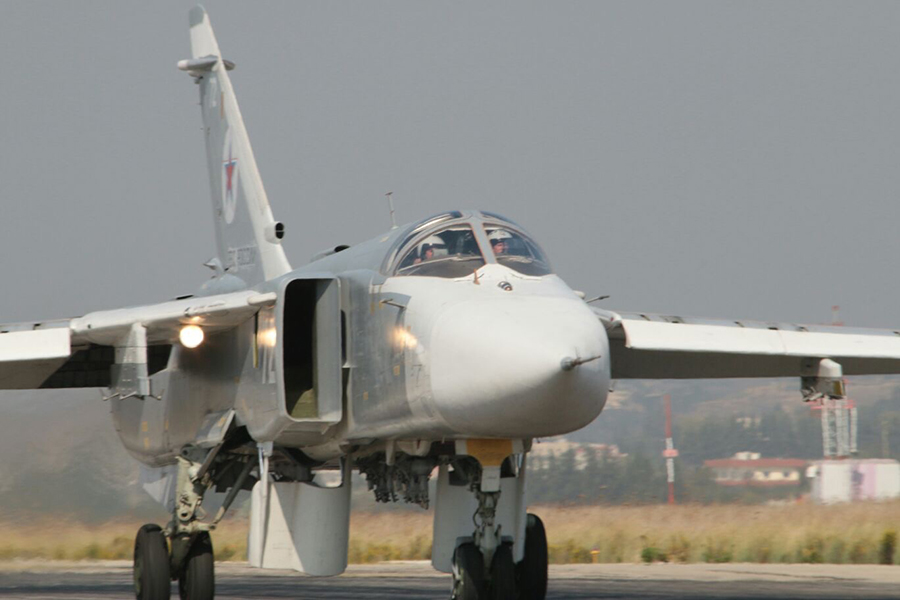
Су-24М російської авіагрупи в Сирії виконує приземлення на авіабазі «Хмеймім»

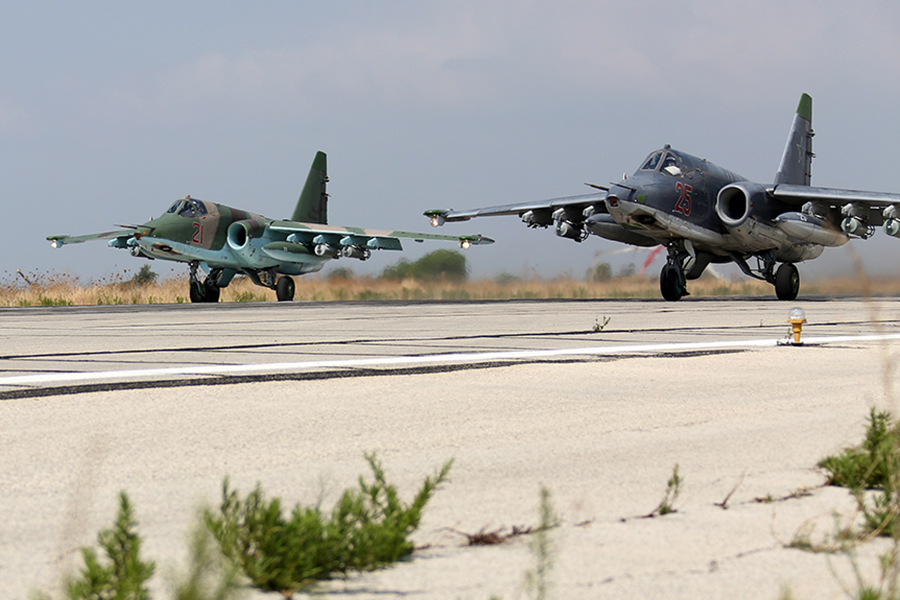
Су-25. 3 жовтня 2015

14 березня 2016 року Росія ухвалила рішення про виведення, з 15 березня 2016 року, частини військ з авіабази «Хмеймім» у місця їх постійної дислокації. 
15 березня 2016 року група Су-34 у супроводі літака-лідера Ту-154 перебазувалися з авіабази «Хмеймім» на авіабазу Західного військового округу в Воронезької області. 
16 березня 2016 року група Су-24М в супроводі літака-лідера Іл-76, група Су-25 та Су-30СМ в супроводі літака-лідера Іл-76, перебазовані з авіабази «Хмеймім» в місця постійної дислокації.
29 грудня 2016 року Росія заявила про намір скоротити своє військове угруповання в Сирії. 11 грудня 2017 року Путін оголосив про завершення бойових дій та виведення російських військ з Сирії. У той же день Сергія Шойгу видав наказ про виведення російського угруповання з Сиріє. Перші літаки повернулися до місць базування на території Росії 12 грудня 2017 року. 
Повністю виведення основної частини авіації завершено до 22 грудня 2017 року. Авіабаза ВКС Росії «Хмеймім» продовжує свою діяльність.
21 лютого 2018 року в Інтернеті з'явилось відео, на якому начебто було зафіксовано захід на посадку пари Су-57. Попри те, що відео вдалось прив'язати до місцевості, остаточного підтвердження перекидання цих літаків (разом із чотирма Су-35, чотирма Су-25 та літака ДРЛС А-50У) знайти не вдалось. Імовірно авіаційна група була підсилена для участі в боях за Східну Гуту.
Наприкінці травня 2021 року на авіабазу було перекинуто три Ту-22М3. Як заявили у міноборони Росії «після виконання навчальних завдань, бомбардувальники повернуться на аеродроми постійного базування у Росії».

## Основні інциденти
10 жовтня 2017 року при здійсненні розгону на зліт з авіабази «Хмеймім» для виконання бойового завдання викотився за межі злітно-посадкової смуги та розбився літак Су-24. Екіпаж літака (2 особи) не встиг катапультуватися і загинув. Можливою причиною інциденту в Міноборони РФ назвали несправність літака.
31 грудня 2017 року, в результаті мінометної (за іншими даними — ракетної) атаки російської авіабази «Хмеймім» було знищено 7 літаків: 4 фронтові бомбардувальники Су-24, 2 багатоцільові винищувачі Су-35С і один військово-транспортний літак Ан-72. Також був знищений склад боєприпасів. Поранення могли отримати більш десяти військовослужбовців. 4 січня Міністерство оборони РФ змушене було визнати факт мінометного обстрілу, але заявило про смерть двох російських військовослужбовців, і заперечило інформацію про знищення літаків ПКС Росії.
31 грудня 2017 року повстанці обстріляли з мінометів авіабазу, в результаті чого були знищені щонайменше чотири бомбардувальники Су-24, два винищувачі Су-35С, військово-транспортний літак Ан-72 та склад боєприпасів, який вибухнув після влучання в нього мінометного набою.
У ніч на 6 січня 2018 року збройні угруповання в Сирії використали 13 ударних безпілотників при спробі атаки на авіабазу «Хмеймім». За повідомленням міністерства оборони РФ атака була успішно зірвана, безпілотники були збиті або посаджені на землю. За даними міноборони РФ, біля бази «Хмеймім» були виявлені десять безпілотників. В міністерстві запевнили, що постраждалих або матеріальних збитків на російських військових об'єктах немає.
6 березня 2018 року, при заході на посадку, на авіабазі Хмеймім, близько 14:00 за Києвом, зазнав аварії російський транспортний літак Ан-26. Літак зіткнувся з землею, не долетівши 500 метрів до взлітно-посадкової смуги. За попередніми даними, на облавку літака перебували 26 пасажирів та шість членів екіпажу. Усі вони загинули. Причиною аварії могла стати технічна несправність.. За словами очевидців, Ан-26 різко відхилився вбік. Незадовго до падіння літак почав втрачати висоту, а в падінні у нього відламалося крило. Згодом кількість загиблих зросла, за уточненими даними на облавку Ан-26 знаходилося 33 пасажири та шість членів екіпажу. Серед пасажирів літака було 26 офіцерів та генерал-майор Володимир Єремеєв (рос. Владимир Еремеев).
5 травня 2018 року після зльоту з авіабази неподалік міста Джебла у Середземне море впав винищувач Су-30СМ, обидва пілоти загинули. Вогневого впливу на літак зафіксовано не було, то ж основною версією є технічна несправність або потрапляння птаха у двигун.
17 вересня 2018 року при заході на посадку сирійським С-200 внаслідок «дружнього вогню» був збитий російський літак радіоелектронної розвідки Іл-20. Всі 15 членів екіпажу загинули. Місце падіння літака розташоване за 27 км на захід від населеного пункту Баніяс.
Вночі на 3 жовтня 2024 року в ході операції «Стріли півночі» Армія оборони Ізраїлю завдала удару по сховищу боєприпасів, що знаходилось неподалік авіабази, в районі міста Джабла. Начебто невдовзі до того до сховища були доправлені боєприпаси з Ірану для угрупування Хезболла. За словами свідків, російська та сирійська протиповітряна оборона майже 40 хвилин марно намагались відбити удар.